# Pierrette et Jacquot

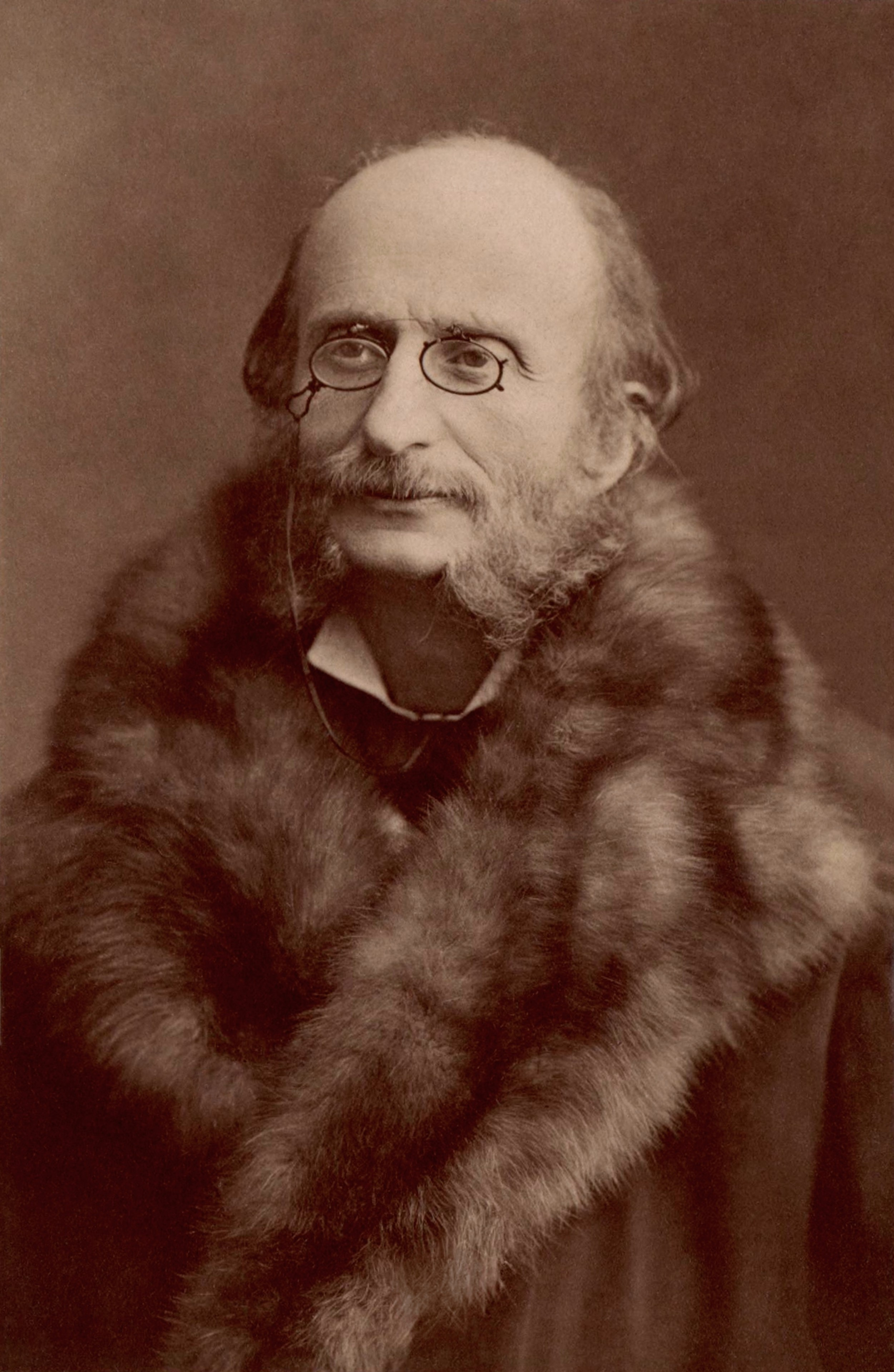
Jacques Offenbach compositeur de Pierrette et Jacquot.

Pierrette et Jacquot est une opérette en un acte composée en 1876 par Jacques Offenbach sur un livret de Noriac et Gille.

## Histoire
La première de Pierrette et Jacquot se tient le 13 octobre 1876 aux Bouffes-Parisiens, Salle Choiseul, sur le même billet que la reprise de M'sieu Landry de Duprato. L'opérette est spécialement composée pour les sœurs Grégoire qu'Offenbach a découvertes à Strasbourg dans La Périchole, alors qu'il est en route pour Vienne. Bien qu'elle soit jouée cinquante-trois fois pendant la saison, l'opérette n'est pas considérée comme une œuvre d'importance et elle n'entre pas au répertoire. Cependant la chanson de la Lettre et la ronde savoyarde rencontrent un certain succès.
Cette petite opérette a été montée en version concertante à l'Odéon de Marseille en décembre 2017].

## Rôles
| Rôle           | Voix          | Distribution de la première, 13 octobre 1876 (Chef d'orchestre: Jacques Offenbach) |
| -------------- | ------------- | ---------------------------------------------------------------------------------- |
| Cyrille Durand | baryton       | Daubray                                                                            |
| Pierrette      | soprano       | Cécile Grégoire                                                                    |
| Jacquot        | soprano       | Esther Grégoire                                                                    |
| Madame Patacha | mezzo-soprano | Adèle Cuine                                                                        |
| Le domestique  |               | Sanson                                                                             |

## Argument
La maison de Cyrille Durand
Cyrille Durand, qui est un riche rentier célibataire d'origine savoyarde, rêve de compter au nombre des héros en sauvant la vie de quelqu'un car il a gagné autrefois une médaille de sauveteur sur un malentendu. À l'affut de la moindre occasion, il a déménagé près du fleuve et se tient souvent près d'un croisement de routes qui est dangereux. Il y a cinq ans, il a recueilli chez lui un petit Savoyard abandonné, du nom de Jacquot ; et il y a deux ans il a trouvé près de la gare de Lyon une fille en haillons, Pierrette, qu'il a aidée et à qui il a trouvé du travail. Elle lui rend visite tous les dimanches. 
En fait, il ne s'agit pas d'un hasard : c'est Jacquot qui a écrit à sa bien aimée Pierrette de venir de Savoie à Paris et de s'arranger pour se trouver en haillons sur le chemin de Durand, afin qu'il la remarque et l'aide. Désormais, Jacquot veut avouer la vérité à son bienfaiteur et obtenir son consentement pour son mariage avec Pierrette.
Le jour de la Saint-Cyrille, les deux jeunes gens revêtent leurs plus beaux costumes de Savoyards et se mettent à danser des danses de leur pays au son de la vielle. Ils espèrent ainsi que le riche marchand sera mis en condition pour les établir. Mais Durand se confie auprès de Madame Patacha sa voisine qui s'occupe d'œuvres de charité; lui-même aurait l'intention de se marier (il songe en secret à épouser Pierrette). Madame Patacha pense que c'est elle qu'il veut épouser. Il annonce à tout le monde que c'est Pierrette qu'il a choisie et cela provoque de tous des réactions horrifiées. C'est alors qu'on annonce que quelqu'un est en train de se noyer. Vite le riche marchand se précipite à son secours. Une fois que Durand est parti, les deux tourtereaux décident de tout lui révéler dans une lettre.
Pendant ce temps, Madame Patacha aide Cyrille Durand qui est complètement trempé à retourner chez lui. En vérité, il ne s'agissait que d'un chien qui avait plongé dans l'eau et c'est ce chien qui a finalement aidé Durand à ne pas se noyer. Madame Patacha et Durand ont pu parler sur le chemin du retour. Il consentira et aidera au mariage des deux jeunes gens... Le rideau tombe sur une reprise de la ronde savoyarde.

## Morceaux
- Introduction
- Couplets « Nous avons la femme à vingt ans » (Mme Patacha, Durand)
- Couplets et duo « Peux-tu parler d’attendre » (Jacquot, Pierrette)
- Mélodrame
- Quatuor et Ronde savoyarde « Allons les gars et les filles » (Pierrette, Jacquot, Mme Patacha, Durand)
- Mélodrame
- Duetto de la Lettre « Mon cher parrain notr’bienfaiteur » (Pierrette, Jacquot)
- Final « Nous venons monsieur et madame »